# Hi or Hey Records
|  | Sammenskrivningsforslag Artiklerne 5 Seconds of Summer, Hi or Hey Records er foreslået sammenskrevet. (Siden juli 2016) Diskutér forslaget |

Hi or Hey Records er et pladeselskab oprettet af det australske band 5 Seconds Of Summer (5SOS).[kilde mangler] Navnet blev besluttet over en fan afstemning på Twitter den 22 januar 2014.[kilde mangler] Den 27 januar anoncerede 5 Seconds Of Summer, at det var det endelige navn på pladeselskabet.[kilde mangler] 5 Seconds Of Summer udtalte at de kun vil udgive deres musik, gennem Hi or Hey Records i samarbejde med Capitol Records og Universal Music.[kilde mangler] De vil også signere en række mindre kendte bands til deres pladeselskab.[kilde mangler]
Den 24 marts 2015 skrev bandet Hey Violet under på kontrakt med Hi or Hey Records.[kilde mangler]
Indtil videre er det kun 5 Seconds Of Summer og Hey Violet der udgiver musik via  Hi or Hey Records.[kilde mangler]